# Woodstock (Nova Iorque)
Woodstock é uma vila no Condado de Ulster, estado estadunidense de Nova Iorque. Sua população no censo de 2000 era de 6 241 habitantes.
Foi o local onde em 1969 moravam músicos como Bob Dylan e deveria ocorrer o Festival de Woodstock, mas a população não aceitou, o que levou o evento para a pequena Bethel, a uma hora e meia de distância.
O local é citado na canção Ultraviolence da cantora Lana Del Rey.